# Jean Clottes
Jean Clottes (Espéraza, Francia, 8 de julio de 1933) es un destacado prehistoriador. Nació en el Pirineo francés y comenzó a estudiar Arqueología en 1959, durante la enseñanza secundaria. Inicialmente se centró en los dólmenes neolíticos, que eran el tema de su tesis doctoral de 1975 en la Universidad de Toulouse. Después de ser nombrado director de las antigüedades prehistóricas de Mediodía-Pirineos en 1971, comenzó a estudiar arte rupestre prehistórico con el fin de cumplir con las responsabilidades de esta posición.
Durante los años siguientes lideró una serie de excavaciones de yacimientos prehistóricos de la región. En 1992, fue nombrado inspector general de Arqueología del Ministerio de Cultura de Francia y en 1993 también como asesor científico de arte rupestre prehistórico en el Ministerio de Cultura francés. Se retiró oficialmente en 1999, pero sigue estando aun activo como colaborador de campo.

## Cosquer y Chauvet
Clottes tuvo un papel destacado en el estudio de dos de las más famosas cuevas prehistóricas pintadas descubiertas hasta la fecha: la gruta Cosquer, bajo el agua, descubierta en 1985 en los acantilados en la costa cerca de Marsella, y la espectacular cueva de Chauvet, descubierta en 1994. La datación por radiocarbono reveló que las pinturas de Chauvet tienen aproximadamente 30 000 a 32 000 años, es decir son más de 2000 años más antiguas que las hermosas y sofisticadas pinturas rupestres más antiguas conocidas.
En 1994 se unió al antropólogo sudafricano David Lewis-Williams para estudiar arte prehistórico a la luz de los fenómenos conocidos neuropsicológicos asociados a tranceschamánicos. Juntos llegaron a la controvertida conclusión de que hay argumentos de peso para pensar que parte del arte prehistórico era producido en el contexto de las prácticas chamánicas.

## Publicaciones
Una selección de sus publicaciones:
- La grotte Cosquer: peintures et gravures de la caverne engloutie (en francés), junto a Jean Courtin, Seuil, 1994, ISBN 2-02-019820-7
- Les Cavernes de Niaux : Art Préhistorique en Ariège (en francés), Seuil, 1995, ISBN 2-02-022952-8, rééd. Errances, 2010, ISBN 978-2-87772-439-5
- Les Chamanes de la Préhistoire: transe et magie dans les grottes ornées (en francés) con David Lewis-Williams, ediciones de Seuil, 1996 ISBN 2-02-028902-4, reedición, revisión y ampliación de: Suivi de Après "Les Chamanes", polémique et réponses , Seuil, 2007, ISBN 978-2-7578-0408-7
- La plus belle histoire de l'homme. Comment la Terre devint humaine (en francés), André Langaney, Jean Guilaine, Dominique Simonnet, Jean Clottes, Seuil, 2000, ISBN 2-02-040345-5
- La Préhistoire expliquée à mes petits-enfants (en francés), Seuil, 2002, ISBN 978-2-02-052687-6
- Cosquer redécouvert (en francés), Seuil, 2005, ISBN 2-02-065550-0
- Clottes, Jean; Courtin, Jean; Vanrell, Luc (2005). Cosquer redécouvert (en francés). Editions du Seuil. ISBN 978-2020655507.
- L'Art des cavernes préhistoriques (en francés), Phaidon, 2010, ISBN 978-0-7148-5689-6
- Grotte Chauvet: l'art des origines (en francés), dirección de Jean Clottes; Maurice Arnold, Norbert Aujoulat, Dominique Baffier... [et al.], Seuil, 2010 ISBN 978-2-02-102208-7
- Terra Mare: Miquel Barceló (en francés), en colaboración con Alberto Manguel y Éric Mézil, Actes Sud y Collection Lambert, 2010 ISBN 978-2-7427-9142-2
- La France préhistorique, un essai d’histoire (en francés) bajo la dirección de Jean Clottes ; contribuciones de Dominique Baffier, Michel Barbaza, François Bon ... [et al.], Gallimard, 2010, ISBN 978-2-07-039610-8.
- Pourquoi l'Art Préhistorique (en francés), Gallimard, 2011, ISBN 978-2-07044470-0